# アンソニー・マイケル・ホール
アンソニー・マイケル・ホール（Anthony Michael Hall, 1968年4月14日 - ）はアメリカ合衆国マサチューセッツ州ボストン出身の俳優。

## 経歴
マサチューセッツ州ボストン郊外出身母親のメルセデス・ホールはジャズ・シンガー、父親は自動車工場のオーナーだったが、二人は息子が生後6ヶ月のときに離婚しているその後何度か転居し、最終的にニューヨークに住むようになる。その後母親の再婚相手が芸能関係のマネージャーだったこともあり、子供のときからコマーシャルに出演するようになる。
後にジョン・ヒューズの目に留まってヒューズ監督の青春作品『ブレックファスト・クラブ』などに出演してスターの座を得た。「ブラット・パック」の1人。
スタンリー・キューブリック監督の『フルメタル・ジャケット』にも主役に抜擢されたが監督との折り合いがつかなくなり、降板させられる。
ミュージシャンでもあり、自分のバンド"Hall of Mirrors"ではドラムを叩いている。
2002年よりTVシリーズ『デッド・ゾーン』に主演。交通事故のショックでサイキックになってしまった元教師の活躍と葛藤や苦悩を演じた。

### 私生活
10代の頃から荒んだ私生活を送っていることを自身が明かしている。13歳の時から飲酒を始め、アルコール依存症になったこともあり、『サタデー・ナイト・ライブ』にも出演したことがあるが、治療のために1シーズンで降板した。一時期はかなり深刻だったが、1990年に飲酒をやめ、以来飲んだことはないという。
双極性障害を患っているが薬を飲まなかったため、『デッドゾーン』の撮影中に精神病の発作のようなものを起こし、病院に運ばれている。このとき、持病があったことを隠していたため、2003年に保険会社に告知義務違反で訴えられている。
2009年11月20日、元恋人ダイアナ・ファルゾーンの自宅のドアを蹴破ろうとし、元恋人が仕方なく自宅に入れると、突然彼女の頭を壁に叩きつけるなどの行為に及んだため、警察に通報。元恋人に対する一時的接近禁止命令を言い渡された。
2011年9月5日、自身の居住するマンションの共有スペースで騒ぎを起こし、注意をした隣人に脅迫を行ったり、後にその隣人の部屋に喧嘩を吹っ掛けに行くなどした。そのため、警察に通報され、治安妨害の罪で逮捕された。日付が翌9月6日に変わった頃、釈放された。

## 主な出演作品

### 映画
| 公開年 | 邦題 原題                                                                                         | 役名                     | 備考            |
| ------ | ------------------------------------------------------------------------------------------------- | ------------------------ | --------------- |
| 1982   | トム・ソーヤとペテン師たち Rascals and Robbers: The Secret Adventures of Tom Sawyer and Huck Finn | ハックフィン             | テレビ映画      |
| 1982   | 幸福のチェッカー Six Pack                                                                         | ドク                     |                 |
| 1983   | ホリデーロード4000キロ National Lampoon's Vacation                                                | ラスティ・グリズウォルド |                 |
| 1984   | すてきな片想い Sixteen Candles                                                                    | オタク                   |                 |
| 1985   | ブレックファスト・クラブ The Breakfast Club                                                       | ブライアン・ジョンソン   |                 |
| 1985   | ときめきサイエンス Weird Science                                                                  | ゲイリー・ウォレス       |                 |
| 1986   | ランナウェイ/18才の標的 Out of Bounds                                                             | ダリル・ケイジ           |                 |
| 1988   | ジョニー・ビー・グッド Johnny Be Good                                                             | ジョニー・ウォーカー     |                 |
| 1990   | グノーム/ボクの素敵なパートナー A Gnome Named Gnorm                                               | ケイシー・ギャラハー     |                 |
| 1990   | シザーハンズ Edward Scissorhands                                                                  | ジム                     |                 |
| 1991   | メタルウィング Into the Sun                                                                       | トム・スレイド           |                 |
| 1993   | 私に近い6人の他人 Six Degrees of Separation                                                       |                          |                 |
| 1994   | ワイルドボーイズ Hail Caesar                                                                      | ジュリウス               | 監督・出演      |
| 1994   | 恋人はマフィア Who Do I Gotta Kill?                                                               | ケヴィン                 |                 |
| 1996   | 共犯者 The Grave                                                                                  | トラヴィス               |                 |
| 1996   | ハイジャック285 Hijacked: Flight 285                                                              | ピーター                 | テレビ映画      |
| 1996   | 欲情の媚薬 Exit in Red                                                                            | ニック                   |                 |
| 1997   | パニックメーカー Cold Night Into Dawn                                                             | エディ                   |                 |
| 1999   | バトル・オブ・シリコンバレー Pirates of Silicon Valley                                            | ビル・ゲイツ             | テレビ映画      |
| 1999   | サイキック・ハンド A Touch of Hope                                                                | ディーン                 | テレビ映画      |
| 2000   | ハッピー・アクシデント Happy Accidents                                                            | 本人                     |                 |
| 2001   | フレディのワイセツな関係 Freddy Got Fingered                                                      | ミスター・デヴィッドソン |                 |
| 2001   | 61*                                                                                               | ホワイティ・フォード     | テレビ映画      |
| 2001   | デフ・レパード ヒステリア・ストーリー Hysteria: The Def Leppard Story                             | マット・ラング           | テレビ映画      |
| 2001   | 監禁ゲーム Hitched                                                                                | テッド・ロビンズ         | テレビ映画      |
| 2002   | グッドボーイズ All About the Benjamins                                                            | リルJ                    |                 |
| 2007   | HIGHJACK ハイジャック Final Approach                                                              | グレッグ                 | テレビ映画      |
| 2008   | ダークナイト The Dark Knight                                                                      | マイク・エンゲル         |                 |
| 2011   | Last Man Standing                                                                                 | Nick Collins             | テレビ映画      |
| 2013   | トゥームストーン/ザ・リベンジ Dead in Tombstone                                                   | レッド・キャヴァナー     | ビデオ映画      |
| 2013   | ゾンビ・ナイト Zombie Night                                                                       | パトリック               | テレビ映画      |
| 2014   | フォックスキャッチャー Foxcatcher                                                                 | ジャック                 |                 |
| 2015   | 成果 Results                                                                                      | グリゴリー               |                 |
| 2016   | 夜に生きる Live by Night                                                                          | ゲイリー・L・スミス      |                 |
| 2017   | The Lears                                                                                         | Glenn Lear               |                 |
| 2017   | ウォー・マシーン: 戦争は話術だ! War Machine                                                       | グレッグ・パルバー       | Netflix配信作品 |
| 2017   | Bodied                                                                                            | Professor Merkin         |                 |
| 2021   | ハロウィン KILLS Halloween Kills                                                                  | トミー・ドイル           |                 |

### テレビシリーズ
| 放映年    | 邦題 原題                                                | 役名                         | 備考                                                   |
| --------- | -------------------------------------------------------- | ---------------------------- | ------------------------------------------------------ |
| 1995      | NYPDブルー NYPD Blue                                     | ハンソン・ライカー           | 第2シーズン第13話「容疑」                              |
| 1996      | ジェシカおばさんの事件簿 Murder, She Wrote               | レス・フランクリン           | 第12シーズン第22話「What You Don't Know Can Kill You」 |
| 1997      | Claude's Crib                                            | ショーティ                   | 計7話出演                                              |
| 2002-2007 | デッド・ゾーン Dead Zone                                 | ジョニー・スミス             | 計81話出演                                             |
| 2010      | CSI:マイアミ CSI:Miami                                   | ジェームズ・ブラッドストーン | 第8シーズン第14話「風の証言」                          |
| 2011      | パワー・オブ・フォー 普通じゃない家族 No Ordinary Family | ロイ                         | 第16話「No Ordinary Proposal」                         |
| 2011-2012 | ウェアハウス13 〜秘密の倉庫 事件ファイル〜 Warehouse 13  | ウォルター・サイクス         | 計4話出演                                              |
| 2013-2014 | サイク/名探偵はサイキック? Psych                         | ハリス・トラウト             | 計3話出演                                              |
| 2013-2014 | Awkward.〜不器用ジェナのはみだし青春日記〜 Awkward.      | ミスター・ハート             | 計10話出演                                             |
| 2015      | Zネーション Z Nation                                     | ギデオン・グールド           | 第2シーズン第11話「危険なゲーム」                      |
| 2015      | ローズウッド 〜マイアミ私立検視ラボ Rosewood             | Detective Willet             | 第1シーズン第1話「私立検視官ローズウッド」             |
| 2016      | MURDER IN THE FIRST/第1級殺人 Murder in the First        | Paul Barnes                  | 計5話出演                                              |
| 2018      | リバーデイル Riverdale                                   | フェザーヘッド校長           | 第3シーズン第4話「ミッドナイト・クラブ」               |
| 2019      | エージェント・オブ・シールド Agents of S.H.I.E.L.D.      | ミスター・キットソン         | 第6シーズン第7話「サージの予言」                       |
| 2020      | THE BLACKLIST/ブラックリスト The Blacklist               | ロビー・レスラー             | 計2話出演                                              |
| 2023      | ボッシュ: 受け継がれるもの Bosch: Legacy                 | ウィル・バロン               |                                                        |